# 王淀佐
王淀佐（1934年3月23日—2023年10月25日），男，辽宁凌海人，中国矿物工程学家，中南大学教授，中国科学院院士，中国工程院院士，美国工程院外籍院士，曾任中南大学副校长、校长、北京有色金属研究总院院长、中国工程院常务副院长、中国有色金属工业总公司总经理高级学术顾问、中国有色金属学会副理事长、选矿学术委员会主委、国际矿物加工理事会主席等职。

## 生平
1961年毕业于中南矿冶学院选矿系，1990年当选为美国工程院院士，1991年当选为中国科学院院士（学部委员），1994年当选为中国工程院首批院士。